# Abinsk
Abinsk (en russe : Абинск), est une ville du kraï de Krasnodar, en Russie, et le centre administratif du raïon Abinski. Sa population s'élevait à 39 058 habitants en 2020.

## Géographie
Abinsk est arrosée par la rivière Abine et se trouve à 32,5 km au nord-est de la ville portuaire de Novorossiisk, à 66 km à l'ouest-sud-ouest de Krasnodar et à 1 211 km au sud de Moscou.

## Histoire
Le village d'Abinski fut créé en 1836. Il obtint le statut de commune urbaine en 1962 et celui de ville l'année suivante et prit le nom d'Abinsk.

## Population
Recensements ou estimations de la population
| 1959*  | 1970*  | 1979*  | 1989*  | 2002*  |
| ------ | ------ | ------ | ------ | ------ |
| 14 750 | 21 222 | 25 251 | 29 182 | 33 734 |

| 2010*  | 2012   | 2013   | 2014   | 2015   |
| ------ | ------ | ------ | ------ | ------ |
| 34 928 | 35 449 | 35 921 | 36 607 | 36 986 |

| 2016   | 2017   | 2018   | 2019   | 2020   |
| ------ | ------ | ------ | ------ | ------ |
| 37 415 | 37 749 | 38 176 | 38 547 | 39 058 |

## Économie
L'économie d'Abinsk repose sur les industries alimentaires (conserves, vin), les matériaux de construction et la transformation du bois (meubles, parquets). On y trouve aussi l'usine électrométallurgique d'Abinsk.